# Damat Halil Pacha
Damat Halil Pasha ou Khalil Pasha (mort en 1629 à Constantinople) est un homme d'État ottoman. Renégat arménien, il occupe à deux reprises la fonction de grand vizir de l'Empire ottoman du 17 novembre 1616 au 18 janvier 1619 et du 1er décembre 1626 jusqu'au 6 avril 1628. Auparavant officier dans la marine ottomane, il est impliqué dans de nombreuses attaques, notamment le raid de Żejtun, dernière tentative des Ottomans pour prendre Malte en juin 1614.